# Unterseeboot 928
L'Unterseeboot 928 ou U-928 est un sous-marin allemand (U-Boot) de type VIIC utilisé par la Kriegsmarine pendant la Seconde Guerre mondiale.
Le sous-marin fut commandé le 25 août 1941 à Rostock (Neptun Werft (en)), sa quille fut posée le 5 janvier 1943, il fut lancé le 15 avril 1944 et mis en service le 11 juillet 1944, sous le commandement de l'Oberleutnant zur See Hellmut Stähler.
L'U-928 n'a, ni coulé, ni endommagé de navire ayant pris part à aucune patrouille de guerre.
Il capitule à Bergen en 1945 et coule en décembre 1945.

## Conception
Unterseeboot type VII, l'U-928 avait un déplacement de 769 tonnes en surface et 871 tonnes en plongée. Il avait une longueur totale de 67,10 m, un maître-bau de 6,20 m, une hauteur de 9,60 m et un tirant d'eau de 4,74 m. Le sous-marin était propulsé par deux hélices de 1,23 m, deux moteurs diesel Germaniawerft M6V 40/46 de 6 cylindres en ligne de 1 400 cv à 470 tr/min, produisant un total de 2 060 à 2 350 kW en surface et de deux moteurs électriques Brown, Boveri & Cie GG UB 720/8 de 375 cv à 295 tr/min, produisant un total 550 kW, en plongée. Le sous-marin avait une vitesse en surface de 17,7 nœuds (32,8 km/h) et une vitesse de 7,6 nœuds (14,1 km/h) en plongée. Immergé, il avait un rayon d'action de 80 milles marins (150 km) à 4 nœuds (7,4 km/h; 4,6 milles par heure) et pouvait atteindre une profondeur de 230 m. En surface son rayon d'action était de 8 500 milles nautiques (soit 15 700 km) à 10 nœuds (19 km/h).
 L'U-928 était équipé de cinq tubes lance-torpilles de 53,3 cm (quatre montés à l'avant et un à l'arrière) et embarquait quatorze torpilles. Il était équipé d'un canon de 8,8 cm SK C/35 (220 coups) et d'un canon antiaérien de 20 mm Flak. Il pouvait transporter 26 mines TMA ou 39 mines TMB. Son équipage comprenait 4 officiers et 40 à 56 sous-mariniers.

## Historique
Il reçut sa formation de base au sein de la 4. Unterseebootsflottille jusqu'à la capitulation.
Étant toujours en formation à la fin de la guerre, il n’a jamais pris part à une patrouille ou à un combat.
Il se rend aux Alliés le 9 mai 1945 à Bergen, en Norvège.
Le 30 mai 1945, il est transféré au point de rassemblement de Lisahally en vue de l'opération alliée de destruction massive de la flotte d'U-Boote de la Kriegsmarine.
L'U-928 coule le 16 décembre 1945 soit par bombardement d'un avion soit par l'artillerie du destroyer HMS Onslaught (selon une autre source), à la position géographique 56° 06′ N, 10° 05′ O.

## Affectations
- 4. Unterseebootsflottille du 11 juillet 1944 au 8 mai 1945 (Période de formation).

## Commandement
- Kapitänleutnant Hellmut Stähler du 11 juillet 1944 au 9 mai 1945.